# جان رومبوتس
جان رومبوتس ( دوقية برابانت، حوالي 1475-1485 - 1535) كان رسامًا من لوفين، بلجيكا، بدأ حياته المهنية كطالب في ديرك بوتس. من 1519 حتى وفاته عام 1535، شغل منصب العميد بشكل دائم في مجلس المدينة.  وقد تم الحفاظ على اثنين من أعماله في كنيسة القديس بطرس في لوفين .[بحاجة لمصدر]